# Alfredo Lazzeretti
Alfredo Remo Lazzeretti (7 de octubre de 1962, Mar del Plata) Contador Público (2003, UNMDP) Especialista en Administración Financiera Gubernamental, docente y dirigente político. Dese 2017 es Rector de la Universidad Nacional de Mar del Plata.  Desde 2015 es Profesor Adjunto en las asignaturas  Organización y Administración Financiera del Estado y Economía Social y Solidaria para el Desarrollo Regional en la Facultad de Ciencias Económicas y Sociales de la UNMdP

## Reseña biográfica
Entre los años 1991 y 2003, cumplió funciones de Secretario Internacional de la Juventud del Partido Socialista Popular. Vicepresidente de la Unión Internacional de Juventudes Socialistas – IUSY. Secretario General de la Unión Internacional de Juventudes Socialistas – IUSY. Jefe de asesores del Diputado Nacional PSP Rubén Guistiniani. Director de la Escuela de Formación Política del PSP y luego en el PS. Director de Relaciones Institucionales – Cámara de Diputados Prov. Buenos Aires. Secretario Ejecutivo de la Federación Argentina de Municipios. Secretario general del PSP – PS en la ciudad de Mar del Plata, Fue Diputado Provincial (Buenos Aires, Argentina) por el Partido Socialista (PS) en el Frente Amplio Progresista (FAP) entre 2011 y 2015
En el ámbito universitario, entre los años 1984 y 1988, ocupó los cargos de Presidente de Centro de Estudiantes, Consejero Académico y Consejero Superior en la Facultad de Ciencias Económicas y Sociales en la Universidad Nacional de Mar del Plata. Secretario General de la Federación Universitaria Marplatense e integrante de la Mesa Directiva de la Federación Universitaria Argentina. Entre los años 2004 y 2006 cumplió funciones como Subsecretario de Administración Financiera de la Universidad Nacional de Mar del Plata. Entre 2008 y 2015 se desempeñó cono Ayudante de primera en la asignatura Organización y Administración Pública (FCEyS, UNMdP)
- Datos: Q108791339